# Johann Friedrich Gronovius
Pour les articles homonymes, voir Gronovius.
Johann Friedrich Gronovius (forme latinisée de Gronow) ou Jean-Frédéric Gronovius (8 septembre 1611 à Hambourg - 28 décembre 1671 à Leyde) est un critique, bibliothécaire et latiniste allemand.

## Biographie
Son père, conseiller du duc de Holstein, ayant été nommé syndic de Brême, l'emmena, dans cette ville, où il fit ses premières études avec une rare distinction. Il visita ensuite les universités de Leipzig et d’Iéna, et séjourna à Altdorf bei Nürnberg pour y étudier le droit sous les savants professeurs de cette université. Il revint à Brême après la mort de son père et, ayant réglé ses affaires, il se rendit en 1634 à Groningue, près d’Antoine Mathieu, grand jurisconsulte et l'ami de sa famille, il n'y resta que peu de temps.
Il parcourut les principales villes de Hollande pour en visiter les savants et les bibliothèques, passa dans le même dessein en Angleterre, en 1639, et vint l'année suivante en France. Il s'arrêta quelques mois à Paris, reçut le degré de docteur en droit à l’université d'Angers, et alla ensuite en Italie, d'où il revint, par la Suisse et l’Allemagne, à Deventer, où on lui offrait la chaire de littérature et d'histoire. Il succéda, en 1658, à Daniel Heinsius, professeur de belles-lettres de l'université de Leyde, et mourut en cette ville le 28 décembre 1671. J. Coccius prononça son oraison funèbre. Gronovius laissa deux fils. Il redoutait si fort l'éclat des disputes littéraires, qu'il n'en eut jamais qu'une seule avec Emeric Cruceius, ou Lacroix, au sujet de Stace, et il se repentit de lui avoir répondu avec une certaine vivacité ; en sorte qu'il retira lui-même les exemplaires de son ouvrage pour les brûler.

## Publications
La liste des nombreuses productions de Gronovius se trouve dans la Bibl. erudit. præcoc. de Klefeker et dans le Dictionnaire de Chauffepié.
On se bornera donc à citer : 
1. Diatribe in Statii poetæ Sylvas, la Haye, 1637, in-8°. Cet écrit lui a mérité une place parmi les érudits précoces, et l'engagea malgré lui dans une querelle avec Cruceius. Celui-ci l'attaqua, caché sous le nom de Mercurius frondator ; Gronovius lui répliqua par Elenchus anti-diatribes Mercurii frondatoris, Paris, 1640, in-12. Les pièces de cette querelle, devenues très rares, ont été reproduites par Ferdinand Gotthelf Hand (en), Leipzig, 1811, 2 vol. in-8°.
2. De sestertiis sive subsecivorum pecuniæ veteris Græcæ et Romanæ libri IV, Deventer, 1643, in-4° ; Amsterdam, 1656, in-8° ; Leyde, 1691, in-4° : ouvrage savant et estimé sur le système monétaire et pondéral des anciens Romains. La dernière édition, due à Jakob Gronovius, est augmentée de plusieurs morceaux intéressants (dont l'édition du traité antique de Lucius Volusius Maecianus sur les divisions de l'as).
3. Observationum libri IV. Les trois premiers livres ont paru d'abord à Deventer, 1662, in-12. Frédéric Plainer en a donné une bonne édition, augmentée du quatrième livre, Leipzig, 1785, in-8°.
4. Laudatio funebris Joann. Golii, Leyde, 1668, in-8° ;
5. De Musæo Alexandrino exercitationes academicæ. Elles ont été insérées dans le tome 8 du Thesaurus antiquitatum Græcarum ;
6. Lectiones Plautinæ, quibus non tantum fabulæ Plautinæ, et Terentianæ ; verum etiant Cæsar, Cicero, Livius illustrantur, Amsterdam, in -8° ; recueil d'observations critiques très estimées, et qu'on joint au Plaute Variorum. Cette édition est précédée d'une vie de l'auteur.
7. des Notes sur le traité de Hugo Grotius De jure belli et pacis.

Gronovius a revu le texte et publié avec des notes Tite-Live, Stace, Pline l'Ancien, Justin, Tacite, Plaute, les Sénèque, Aulu-Gelle, Phèdre, saint Paulin. Les éditions qu'il a données de ces différents auteurs font presque toutes partie de la collection Variorum.

## Sources
- « Johann Friedrich Gronovius », dans Louis-Gabriel Michaud, Biographie universelle ancienne et moderne : histoire par ordre alphabétique de la vie publique et privée de tous les hommes avec la collaboration de plus de 300 savants et littérateurs français ou étrangers, 2e édition, 1843-1865 [détail de l’édition]